# Derło
Derło es un pueblo ubicado en la gmina Rokitno, distrito de Biała Podlaska, voivodato de Lublin, Polonia.

## Superficie
Cuenta con una superficie de 6,980 kilómetros cuadrados.

## Demografía
Hasta 2011 la población era de 143 habitantes, con una densidad de población de 20,49 habitantes por kilómetro cuadrado. Estaba conformada por 71 hombres (49,7%) y 72 mujeres (50,3%), según el censo de la Oficina Central de Estadística.